# 牛津镇区 (艾奥瓦州约翰逊县)
牛津鎮區（英語：Oxford Township）是位於美國愛荷華州約翰遜縣的一個行政鎮區。

## 地方資料
根據2010年美國人口普查的數據，牛津鎮區的面積為109.83平方千米，當中陸地面積為109.36平方千米，而水域面積為0.47平方千米。當地共有人口1670人，而人口密度為每平方千米15.21人。